# 大王製作所
株式会社大王製作所とは、キーホルダー、貴金属を含むアクセサリー装身具、ノベルティー、キャラクターグッズ、玩具及び部品の開発、製造及び販売を行う企業。

## 概要
前取締役会長の田代榮が、1953年（昭和34年）12月に荒川区にて創業したアクセサリー用鎖製造を目的とした個人営業を、1961年（昭和36年）3月に当時有限会社に改組したもので、初代代表取締役には同氏が就任した。その後、1963年（昭和38年）12月に法人組織を有限会社から株式会社へ変更し、業歴は60余年に及んでいる。当初は主に装身具用のチェーンをアメリカ、西ドイツに輸出し販売をしていた、チェーンのメーカー。国内向けでは、チェーン、キーホルダー、金属パーツ、アクセサリーを製造販売し、観光地のお土産品などに使われていた。
1900年代後半には中国から輸入し、携帯ストラップ、装身具、貴金属、輸入雑貨、特注品等部品〜半製品・完成品、販促品のOEM生産品や自社企画生産品を取り扱うようになった。
2005年以降、有害物質問題への取り組みや環境問題への取り組みを意識した商品開発とSDGsへの取り組みとして団体への寄付や支援活動を行っている。
- 有害物質への取り組み
- ニッケルアレルギー対策
- SDGsへの取り組み

## 事業所
- 大阪営業所

〒556-0003 大阪府大阪市浪速区恵美須西2丁目8番9号
- 名古屋営業所

〒460-0026 愛知県名古屋市中区伊勢山1丁目1番4号
- 三郷工場

〒341-0042 埼玉県三郷市谷口550
- 中国現地法人 義鳥市代鴎貿易有限公司

浙江省義烏市城西街道西站大道西兪320−322

## 認証・登録
- ISO認証
  - 品質：ISO9001:2015認証取得
  - 環境：ISO14001:2015認証取得
  - 情報：ISO27001:2013認証取得
- 企業コード
  - 法人番号：[2]6010501011308
  - TDB企業コード：[3]985372648（帝国データバンクTDB）
  - DUNS：692466105（ダンアンドブラッドストリートD&B）
  - 日本輸出入者標準コード番号：P00146720000
  - GS1事業者コード（JANコード）：458014998
  - 共通取引先コード：898287

## 沿革
- 1959(昭和34年) - 大王製作所　創業 (荒川区三河島 5丁目)
- 1960(昭和35年) - 荒川区荒川 4丁目に営業所新設
- 1961(昭和36年) - 有限会社　大王製作所設立 (資本金 50万円)
- 1962(昭和37年) - 輸出業務開始 (輸出先・アメリカ、西ドイツ他)
- 1963(昭和38年) - 株式会社　大王製作所に組織変更 (資本金 300万円)/ 製鎖部門として埼玉県越谷市に北越谷製作所を設立
- 1965(昭和40年) - 資本金 800万円に増資、輸入業務開始 (輸入先・香港、西ドイツ他)
- 1966(昭和41年) - 台東区日本堤に本社ビル落成、輸出貢献企業認定を通商産業大臣より受ける
- 1967(昭和42年) - 資本金 1,800万円に増資、北越谷製作所組織変更に伴い大王チェン工業(株)に社名変更
- 1970(昭和45年) - 資本金 3,800万円に増資、業務拡大に伴い埼玉県三郷市に三郷工場を新設
- 1972(昭和47年) - 大王チェン工業(株)吸収合併、製鎖部門を三郷工場に移す
- 1978(昭和53年) - 東京営業所ビル4F落成
- 1980(昭和55年) - 大阪市浪速区に大阪営業所新設
- 1982(昭和57年) - 資本金 8,000万円に増資
- 1985(昭和60年) - 東京営業所、宝飾課を新設 (貴金属業界への進出を図る)
- 1987(昭和62年) - 資本金 1億 2,000万円に増資
- 1988(昭和63年) - 大阪営業所ビル7F新築、落成
- 1996(平成7年) - 名古屋営業所ビル8F新築、落成
- 1997(平成9年) - 三郷工場、物流倉庫新築
- 1998(平成10年) - 全事業所オンライン化 (イントラネット構築)
- 1999(平成11年) - インターネット常時接続開始 (ホームページ立上げ)
- 2000(平成12年) - パソコン一人一台体制確立、東京営業所に開発部門を新設
- 2001(平成13年) - 3月にISO9001:2000年版の活動開始、同年12月認証取得
- 2002(平成14年) - ネットショップオープン
- 2003(平成15年) - 設計・開発を標準化し適用除外を解除
- 2004(平成16年) - ISO9001:2000年版の更新審査合格
- 2005(平成17年) - 業界に先駆けて鉛を含む有害物質への取組を開始
- 2006(平成18年) - 蛍光X線分析装置を導入して有害物質の迅速な検査体制を構築
- 2007(平成19年) - ISO9001：2000年版の更新審査合格
- 2008(平成20年) - 中国現地法人設立 (義鳥市代鴎貿易有限公司)
- 2009(平成21年) - ISO14001:2004年版の認証取得に向けての活動を開始
- 2010(平成22年) - 創立50周年、ISO9001:2008・ISO14001:2004統合審査合格
- 2011(平成23年) - クリーンルームによる検品体制構築/平成23年度東京都BCP策定支援事業による事業継続計画の策定/首都大学東京との産学連携デザイン開発プロジェクト（東京都産業労働局）によるブランディング構築
- 2012(平成24年) - 中小企業新事業活動促進法に基づく経営革新計画の策定・承認/「地域と観光客とを継続的につなぐ新しいお土産品スタイルの構築」/東京都中小企業振興公社「売れる製品開発道場」採択によるコト事業製品「あそぼーたん」の開発
- 2013(平成25年) - 平成24年度補正　ものづくり中小企業・小規模事業者試作開発等支援補助金採択による「入力・編集・出力の全プロセスを3Dによるデータ処理化」の推進/東京都中小企業振興公社「事業化実践道場」採択によるコト事業製品「あそぼーたん」の拡販
- 2014(平成26年) - 平成25年度補正　中小企業・小規模事業者ものづくり・商業・サービス革新事業補助金採択による「環境検査体制構築と長寿命で安心安全な携帯アクセサリーパーツの開発」の推進
- 2015(平成27年) - 平成26年度補正　ものづくり・商業・サービス革新補助金採択による「フルカラー3Dプリンターによる試作提案力強化とインバウンド向け商材開発」の推進/ISO27001:2013年版の認証取得。[4]
- 2016(平成28年) - 平成27年度補正　ものづくり・商業・サービス新展開支援補助金採択による「アドオン型生産工程管理とＷＥＢ進捗回答システム導入で受注拡大へ」の推進
- 2017(平成29年) - 平成28年度補正　革新的ものづくり・商業・サービス開発支援補助金採択による「多品種少量梱包体制構築とWEBサイト多言語化で越境EC事業収益化」の推進/平成29年度　埼玉県ものづくりIoT強化支援補助金採択による「計量機と基幹システムを相互に結び入出庫・棚卸作業時間9割削減」の推進
- 2018(平成30年) - 資本金 1億円に減資/東京都TOKYO働き方改革宣言奨励金を活用した働き方改革の推進/東京都中小企業振興公社「ニッチトップ育成支援」採択による知財戦略導入/東京都産業労働局及び都内中小企業支援機関の連携「中小企業活力向上プロジェクト」採択による海外販路開拓の推進/東京都中小企業振興公社「中小企業プロモーション支援事業」採択によるコト事業推進とブランディング化
- 2019(平成31年/令和元年) - 東京都台東区の旧本社ビル跡地に東京本社ビル5F落成
- 2020(令和2年) - 新型コロナウィルス感染拡大防止のため下記を実施
  - 時差出勤の実施（今後フレックスタイム導入予定）
  - テレワークの推進（テレワーク助成事業によりノートパソコンをほぼ全社員に付与）
  - オンライン商談の推進（社内テレビ会議システムとZOOMミーティングの相互接続対応）
  - 訪問による集金業務の廃止化（銀行振込への切り替え）
  - 各種衛生設備の充実
  - 東京都オリンピック・パラリンピック準備局の2020TDM推進プロジェクト参加
- 2021(令和3年)
  - 2021年3月11日 - 設立満60周年。
  - 2022年3月1日 - 外務省SDGｓ取組事例にリンク掲載される